# Фелкер, Клай
Клэй Шуэтт Фелкер (англ. Clay Schuette Felker, 2 октября 1925, Уэбстер-Гровс, Миссури — 1 июля 2008, Нью-Йорк) — американский журналист, редактор. Один из основателей журнала New York Magazine.

## Биография
Клэй Фелкер родился 2 октября 1925 года в Уэбстер-Гровс, штат Миссури), в семье журналистов. Его отец, Карл Фелкер, работал редактором в еженедельном журнале Sporting News и ежемесячном каталоге Sporting Goods Dealer. Мать, Кора Тайри Фелкер, до рождения детей была редактором газеты The St. Louis Post-Dispatch. Предки Клэя носили фамилию фон Фредрикштейн и переехали в США из Германии. В возрасте восьми лет он начал делать свою газету для соседей, позднее называя её эквивалентом лимонадного киоска.
В Университет Дьюка Клэй поступил весной 1942 года, до окончания школы, что во время войны не было чем-то необычным. Во время учёбы он был редактором студенческой газеты Duke Chronicle. Учёба Фелкера в университете дважды прерывалась. Осенью 1943 года он на три года ушёл на военную службу, во время которой продолжал заниматься журналистикой — работал в газете флота Blue Jacket, занимался фотографией. Осенью 1948 года его исключили за нарушение комендантского часа. Обратно он смог вернуться осенью 1950 года, уже женатым на учившейся вместе с ним Лесли Блатт Олдридж. В 1951 году Фелкер окончил университет со степенью по политологии. Во время перерыва в учёбе Клэй работал в группе, освещавшей деятельность бейсбольной команды «Нью-Йорк Джайентс». Он путешествовал с командой, занимался статистикой и писал для газет, не имевших своих выездных корреспондентов.

## Карьера
После окончания университета Фелкер устроился на работу в журнал Life, для которого писал о спорте и политике. Благодаря этому опыту Клэй позднее участвовал в создании журнала Sports Illustrated, который готовился издателем Time Inc. и впервые вышел в августе 1954 года. Ещё несколько лет он проработал политическим обозревателем Life в Вашингтоне. В 1957 году знакомый ему по университету Питер Маас порекомендовал Фелкера на должность редактора в журнал Esquire, на которой он проработал следующие пять лет. В этот период сформировались его стиль и техника, позднее получившие название новой журналистики.
Esquire Клэй покинул в 1962 году, уступив пост редактора Гарольду Хейсу. После этого он консультировал издательства Viking Press и Curtis Publishing Company. В том же году он женился на актрисе Памеле Тиффин. Этот брак, как и первый, завершился разводом в 1969 году. В 1963 году Фелкер стал консультантом газеты New York Herald Tribune, а позднее был назначен редактором воскресного приложения к ней. Под его руководством журнал стал своеобразной лабораторией новой журналистики. В 1966 году три крупных нью-йоркских газеты — New York World-Telegram and Sun, New York Journal-American и New York Herald Tribune — объединились под названием World Journal Tribune. Новое издание просуществовало всего десять месяцев и в мае 1967 года было закрыто. После этого Клэй начал планировать создание собственного журнала.
Полученные при увольнении деньги он потратил на регистрацию прав на название New York. В течение года он также вёл переговоры с инвесторами, получив финансовую поддержку в сумме 1 100 000 долларов. Офис редакции разместился в помещении художественной студии Push Pin Studios, принадлежавшей Милтону Глейзеру, который стал дизайнером нового журнала. В 1974 году редакция переехала на Манхеттен. Издание вдохновлялось пионерской на тот момент идеей сервисной журналистики. Журнал стал одним из самых влиятельных журналов своего времени, как с точки зрения дизайна, так и с точки зрения того, как в нём сочетались статьи о сервисе и стиле жизни. «У него было грубое, но революционное (революционное в том смысле, что оно опровергло классовые представления поколений) представление о том, что вы - то, что вы покупаете. Он унюхал великую потребительскую революцию с ее социальными, политическими и эстетическими последствиями. New York Magazine стал первым журналом, в котором разъяснялось, где купить товар (и по лучшей цене)».
В том же году Фелкер начал издавать журнал New West, выходивший в Калифорнии. Последовавший рост расходов спустя два года вынудил его искать новых инвесторов. При этом он отклонил предложение о продаже журнала, поступившее от медиамагната Руперта Мёрдока. Казалось, что журнал будет спасён после предложения выкупа от главного редактора The Washington Post Кэтрин Грэм. Однако Мёрдок всё же сумел приобрести 51 % акций журнала и Фелкер с большинством сотрудников уволились из редакции.
В 1977 году Клэй приобрёл журнал Esquire. Вместе с ним в редакцию пришёл и Глейзер. Фелкер расширил штат и изменил график выхода журнала, начав выпускать его раз в две недели. Он планировал «вернуться к основам и сделать Esquire грамотным и полезным мужским журналом». Однако его инициативы не помогли улучшить финансовое положение журнала и менее чем через два года Клэй продал его.
В дальнейшем он работал редактором в The Daily News Tonight, Adweek и журнале Manhattan inc. Короткое время он занимался работой над своим еженедельным проектом East Side Express. В начале 1980-х годов Фелкер сотрудничал с кинокомпанией Twentieth Century Fox. Опубликованные в его журналах истории легли в основу таких фильмов как «Лихорадка субботнего вечера» и «Городской ковбой». В целом же опыт сотрудничества с кино разочаровал Клэя, недовольного частой сменой руководства в кинокомпании В 1984 году он женился в третий раз. Супругой Фелкера стала писательница и журналистка Гейл Шихи.
В 1994 году Фелкер стал преподавателем журналистики в Беркли. Годом позже университет также открыл центр его имени.

## Личная жизнь
Фелкер был женат трижды: Лесли Блатт в 1949 году; актриса и фотомодель в 1962 году, развелись в 1969 году; писательница Гейл Шихи в 1984 году. От с Гейл брака у него родилась дочь Мом Шихи.

## Смерть
Клэй Фелкер скончался 1 июля 2008 года в своём доме на Манхеттене. В последние годы жизни он страдал от рака гортани.